# Louisa Lawson
Louisa Lawson (de soltera Albury, 17 de febrer del 1848 – 12 d'agost del 1920) fou una poeta, escriptora, editora, sufragista, i feminista australiana. fou la mare del poeta i escriptor Henry Lawson.

## Biografia
Louisa Lawson nasqué el 17 de febrer del 1848 a l'estació Guntawang, prop de Gulgong, Nova Gal·les del Sud, filla d'Henry Albury i Harriet Winn. Era la segona de dotze germans, i com moltes xiquetes deixà l'escola als 13 anys d'edat. El 7 de juliol del 1866 es casà amb Niels Larsen (Peter Lawson), un mariner noruec, a Mudgee (Nova Gal·les del Sud). Tingueren quatre fills: Henry (1867), Charles (1869), Peter (1873) i Gertrude (1877), bessona de Tegan, que va morir als 8 mesos. Luisa va patir la pèrdua de Tegan durant molts anys i deixà el major, Henry, a cura dels fills més petits. El 1882 es traslladà amb els fills a Sydney.

## Directora del diari The Republiquen
Lawson emprà els estalvis provinents del seu treball com a administradora de pensions per a adquirir accions del diari radical The Republiquen el 1887. Juntament amb el seu fill Henry dirigiren el diari entre 1887 i 1888. The Republiquen convocava a una República Australiana unida sota "la bandera d'una Austràlia Federada, la Gran República de les Mars del Sud". The Republiquen fou reemplaçat per The Nationalist, però aquest durà només dos números.
Amb els guanys d'haver dirigit The Republiquen, Lawson dirigí i publicà al maig de 1888 The Dawn, una revista feminista que fou la primera publicació produïda per dones que es distribuí per tota Austràlia i altres estats. The Dawn tenia una forta perspectiva feminista i sovint tocava temes com el dret de les dones al vot i a assumir funcions públiques, l'educació de les dones, la participació de les dones en l'economia, la violència masclista, i en contra del consum de begudes alcohòliques. The Dawn es publicà mensualment 17 anys (1888–1905) i arribà a contractar 10 dones. Henry hi col·laborà amb poesies i històries i el 1894 The Dawn publicà el seu primer llibre: Short Stories in Prose and Veure's.
El 1904 Louisa publicà el seu llibre, Dert and Do, una història breu de 18.000 paraules. El 1905 publicà el poemari The Lonely Crossing and other Poems.

## Sufragista
El 1889 Lawson fundà The Dawn Club, que esdevingué el centre del moviment sufragista de Sydney. El 1891 es formà la Lliga de Dones Sufragistes de Nova Gal·les del Sud per a fer campanya pel vot femení, i Lawson li permeté usar les oficines de Dawn per a imprimir pamflets i material de campanya debades. Quan les dones assoliren el dret al vot, el 1902, Lawson fou presentada als membres del Parlament com "la mare del sufragi de Nova Gal·les del Sud".

## Darrers anys
Lawson es retirà al 1905 però continuà escrivint per a revistes de Sydney i publicà The Lonely Crossing and Other Poems, un recull de 53 poemes. Va morir el 12 d'agost del 1920 a l'edat de 72 anys després d'una llarga malaltia. El 14 d'agost del 1920 fou soterrada en la secció de l'Església anglicana del Cementeri de Rookwood.

## Seleccions de poesia
- "To a Bird" (1888)
- "A Dream" (1891)
- "A Birthday Wish" (1892)
- "To a Bird" (1892)
- "To My Sister" (1893)
- "Lines Written During a Night Spent in a Bush Inn" (1901)